# Sclerophrys tuberosa
Sclerophrys tuberosa és una espècie de gripau del gènere Sclerophrys de la família dels bufònids. Va ser descrit per Albert Günther el 1858 com Bufo tuberosus. El 2006 va ser reanomenat Amietophrynus tuberosus i finalment el 2016 es va transferir tot el gènere als Sclerophrys.

## Descripció
Cap lleugerament còncau a la part superior, ample, sense protuberància ossia, les paròtides són de forma oval, oblic i sense vora gruixuda; sense glàndula femoral. El timpà diferent, petit, rodó. la membrana interdigital no arriba a la meitat dels dits dels peus; dits prims, llargs, el tercer molt més llarg que el quart. Cobert de grosses berrugues grans espinoses. És de color castany sòlid a la part superior amb taques fosques; el ventre d'un groc brut amb taques castanys.

## Distribució
Habita a Camerun, República Centreafricana, República del Congo, República Democràtica del Congo, Guinea Equatorial i Gabon. El seu hàbitat inclou boscos tropicals o subtropicals secs i a baixa altitud, montans secs, rius, pantans i aiguamolls d'aigua dolça.